# Brezovice (Krupanj)
Pour les articles homonymes, voir Brezovice.
Brezovice (en serbe cyrillique : Брезовице) est un village de Serbie situé dans la municipalité de Krupanj, district de Mačva. Au recensement de 2011, il comptait 766 habitants.

## Démographie
| 1948  | 1953  | 1961  | 1971  | 1981  | 1991  | 2002 | 2011 |
| ----- | ----- | ----- | ----- | ----- | ----- | ---- | ---- |
| 1 631 | 1 677 | 1 520 | 1 362 | 1 186 | 1 066 | 964  | 766  |

|  |